# Hombre del garfio
El hombre del Garfio, o simplemente El Garfio (A veces también usados los sinónimos gancho o anzuelo), es una leyenda urbana sobre un asesino con un garfio o gancho, parecido al de un pirata, el cual porta en el lugar de su mano derecha, y que ataca a una pareja en un auto estacionado.
En muchas versiones de la historia, el asesino suele ser representado como un anciano silueteado y sin rostro que viste un impermeable y un sombrero de lluvia que oculta la mayoría de sus rasgos, especialmente su rostro.
Se cree que la historia data al menos de mediados de la década de 1950 y ganó mucha atención cuando se reimprimió en la columna de consejos Dear Abby en 1960. Desde entonces se ha convertido en un arquetipo moral en la cultura popular y se ha hecho referencia a ella en varias películas de terror.

## Leyenda
La premisa básica es la de una pareja de jóvenes que se acurrucan en un coche con la radio encendida. De repente, un boletín de noticias informa de que un asesino en serie con un garfio acaba de escapar de una institución cercana. Por diversas razones, deciden irse rápidamente. Al final, una vez que vuelven a la casa de la mujer, el garfio del asesino se encuentra colgando de la manija de la puerta o incrustado en la propia puerta. Diferentes variaciones incluyen un sonido de raspado en la puerta del coche. Algunas versiones comienzan de la misma manera, pero la pareja ve al asesino, advierten a los demás y luego escapan por poco con el asesino agarrándose al techo del coche. En otra versión, la mujer ve una figura oscura que observa a la pareja desde cerca. El hombre se va para enfrentarse a la figura, que desaparece de repente. Pensando que su cita simplemente lo imaginó, el hombre regresa al coche solo para ver que la mujer ha sido brutalmente asesinada con un garfio.
En una versión alternativa, la pareja conduce por una parte desconocida del país a altas horas de la noche y se detiene en medio del bosque, porque o bien el hombre tiene que orinar o bien el coche se avería y el hombre sale a repararlo, o en busca de ayuda. Mientras espera a que vuelva, la mujer enciende la radio y oye el informe de un paciente psiquiátrico fugitivo. A continuación, se ve perturbada muchas veces por un golpe en el techo del coche. Finalmente, sale y ve al paciente fugitivo sentado en el techo, golpeando la cabeza cortada del hombre contra él. Otra variación tiene a la mujer viendo el cuerpo masacrado del hombre suspendido boca abajo de un árbol con las uñas raspando el techo. En otra versión de esta variación, está colgado boca arriba y su sangre gotea sobre el techo o sus pies raspan contra el techo. En otras versiones, el hombre regresa al coche solo para ver a su cita brutalmente asesinada con un garfio incrustado en ella. En otras versiones, la mujer sale del coche cuando su cita no vuelve, y ve su cuerpo mutilado (ya sea en el techo del coche, clavado en un árbol o a unos pocos pasos de distancia). Cuando empieza a entrar en pánico, se topa con el maníaco y también muere. En otra versión de la historia, la mujer es descubierta por la policía. Mientras la escoltan a un lugar seguro, le advierten que no mire hacia atrás. Cuando lo hace, ve las espantosas consecuencias del asesinato del hombre.
Una leyenda similar cuenta que una pareja joven regresa de una gran cita cuando su coche se estropea (ya sea por falta de combustible o por un mal funcionamiento). El hombre decide entonces marcharse a pie para buscar a alguien que le ayude con el problema mientras la mujer se queda en el coche. Luego se queda dormida mientras espera y se despierta para ver a una persona horrible mirándola a través de la ventanilla. Afortunadamente, el coche está cerrado, por lo que la persona no puede entrar. Pero, para horror de la mujer, la persona levanta ambos brazos para revelar que lleva la cabeza cortada de su cita en una mano, y las llaves del coche en la otra. El destino de la mujer nunca se revela.

## Origen
Los orígenes de la leyenda del hombre del garfio no se conocen por completo, aunque, según el folclorista e historiador Jan Harold Brunvand, la historia comenzó a circular en algún momento de la década de 1950 en los Estados Unidos. Según Brunvand en The Vanishing Hitchhiker: American Urban Legends and Their Meanings, la historia se había generalizado entre los adolescentes estadounidenses en el año 1959 y continuó expandiéndose hasta la década de 1960. El escritor de Snopes David Mikkelson ha especulado que la leyenda podría tener raíces en asesinatos de amantes en la vida real, como los asesinatos a la luz de la luna en Texarkana del año 1946.
La primera publicación conocida de la historia ocurrió el 8 de noviembre de 1960, cuando una carta de un lector que contaba la historia fue reimpresa en Dear Abby, una popular columna de consejos que dice lo siguiente:
```
Querida Abby: Si te interesan los adolescentes, publicarás esta historia. No sé si es verdad o no, pero no importa porque para mí, cumplió su propósito: Un chico y su cita se detuvieron en su "calle de amantes" favorita para escuchar la radio y besarse un poco. La música fue interrumpida por un locutor que dijo que había un 
convicto
 fugado en la zona que había cumplido 
condena
 por violación y robo. Se le describió como alguien que tenía un 
garfio
 en lugar de una mano derecha. La pareja se asustó y se fue. Cuando el chico llevó a su chica a casa, dio la vuelta para abrirle la puerta del coche. Entonces vio... ¡un garfio en la manija de la puerta! Nunca me estacionaré para besarme mientras viva fue lo que dijo. Espero que esto haga lo mismo con otros niños. —Jeanette
```

El erudito literario Christopher Pittard rastrea la dinámica de la trama de la leyenda del hombre del garfio hasta la literatura victoriana, en particular la novela de terror de 1913 The Lodger de Marie Adelaide Belloc Lowndes. Aunque las dos narrativas tienen poco en común, señala que ambas se basan en una "triple relación de crimen, suciedad y azar... Tal lectura también implica una reconsideración de la trayectoria histórica de la leyenda urbana, generalmente leída como un producto de la cultura de consumo posmodernista".

## Interpretaciones
Los folcloristas han interpretado la larga historia de esta leyenda de muchas maneras. La interpretación freudiana de Alan Dundes explica el garfio como un símbolo fálico y su amputación como una castración simbólica.
El folclorista sueco Bengt af Klintberg describe la historia como un ejemplo de "un conflicto entre representantes de personas normales que siguen las reglas de la sociedad y aquellos que no son normales, que se desvían y amenazan al grupo normal".
El folclorista estadounidense Bill Ellis interpretó al maníaco de El garfio como un guardián moral que interrumpe la experimentación sexual de la joven pareja. Considera que la discapacidad del hombre del garfio es "su propia falta de sexualidad" y que "la amenaza del hombre del garfio no es el impulso sexual normal de los adolescentes, sino el impulso anormal de algunos adultos de mantenerlos separados".

## En la cultura popular
Una versión de la historia del autor Alvin Schwartz aparece en la colección del año 1981 de cuentos cortos de terror para niños Scary Stories to Tell in the Dark.
En el cine, la leyenda del garfio ha aparecido ocasionalmente: en la película de 1947 Dick Tracy's Dilemma, el detective ficticio Dick Tracy persigue a un asesino con un garfio en lugar de mano. El tema del asesino con gancho también ha aparecido en comedias; como en el caso de Meatballs (1979), el personaje de Bill Murray le cuenta la leyenda del garfio a los campistas alrededor de una fogata. En Shrek the Halls (2007), Gengibre le cuenta una versión alternativa de esta leyenda a su novia Suzy en su flashback. Sin embargo, la historia se ha representado y referenciado con mayor frecuencia en películas de terror. Su prevalencia, según el estudioso de cine Mark Kermode, se refleja más en el cine slasher, que funciona como un arquetipo moral sobre la sexualidad juvenil.  La película He Knows You're Alone (1980) comienza con una película dentro de una escena de película en la que una pareja joven es atacada por un asesino mientras está en un automóvil estacionado. La película de terror Final Exam comienza con una escena en la que una pareja es atacada en un auto estacionado, y más tarde, un estudiante es asesinado en el vestuario de una universidad con un garfio. Campfire Tales (1997), una película de terror antológica, comienza con un segmento que vuelve a contar la leyenda del Garfio, ambientada en la década de 1950. I Se lo que hicieron el verano pasado (1997) presenta a un asesino que acecha a adolescentes con un garfio; al comienzo de la película, los personajes centrales cuentan la leyenda del Garfio alrededor de una fogata. Las películas de Candyman de los años 90, así como su remake de 2021, también se centran en esta leyenda. Lovers Lane (1999) es una película de terror que presenta a un asesino que asesina a adolescentes en un carril de amantes con un garfio.
La historia también ha aparecido en varios programas de televisión; "The Pest House" (1998), el decimocuarto episodio de la temporada 2 de la serie de televisión Millennium, abre con un asesinato similar al de la leyenda urbana. La temporada 1, episodio 7 del programa de televisión Supernatural presenta a un Hombre del Garfio como el villano. Es la primera historia en el primer episodio de Mostly True Stories?: Urban Legends Revealed. La serie de antología animada canadiense Freaky Stories (1997) tiene un segmento en su primera temporada basado en el Garfio, ambientado en 1963. La historia es referenciada en el episodio "The Slumber Party" de Designing Women. El Hombre del Garfio se utiliza como un dispositivo de trama en la temporada 3, episodio 5 de Community: " Horror Fiction in Seven Spooky Steps".
Una parodia del Hombre Garfio se utiliza en Bob Esponja, en la temporada 2, episodio 16: " Turno de noche", en el que Calamardo, en un intento de asustar a Bob Esponja hasta dejarlo sin sentido mientras trabajan de noche, cuenta una historia de terror inventada sobre el "Picador Criminal Mutilador", una figura oscura y sin rostro que viste un impermeable y tiene una espátula vieja y oxidada en lugar de una mano.
La historia recibió un resurgimiento en popularidad en Internet después de un recuento de la misma en 4chan que se convirtió en un meme de Internet, debido a que estaba escrita en un inglés deficiente con varios errores humorísticos, más notablemente su final abrupto donde todo el giro final se representa simplemente como la frase "Hombre puerta mano garfio puerta de coche", que desde entonces se ha convertido en lo que se conoce como esta versión de la historia.